# موريلو راموس كرايغر
موريلو راموس كرايغر (بالبرتغالية: Murilo Krieger‏) هو كاهن كاثوليكي وفيلسوف برازيلي، ولد في 19 سبتمبر 1943 في بروسكه، سانتا كاتارينا في البرازيل.